# Keita Fujimura
Keita Fujimura (藤村 慶太 Fujimura Keita?), född 2 september 1993 i Iwate prefektur, är en japansk fotbollsspelare.
Fujimura började sin karriär 2012 i Vegalta Sendai. Han spelade 33 ligamatcher för klubben. 2018 flyttade han till Zweigen Kanazawa.